# 70210 Cesarelombardi
70210 Cesarelombardi è un asteroide della fascia principale. Scoperto nel 1999, presenta un'orbita caratterizzata da un semiasse maggiore pari a 2,4296682 au e da un'eccentricità di 0,1817158, inclinata di 1,80865° rispetto all'eclittica.